# NGC 7407
NGC 7407 est une galaxie spirale située dans la constellation de Pégase. Sa vitesse par rapport au fond diffus cosmologique est de 6 091 ± 24 km/s, ce qui correspond à une distance de Hubble de 89,8 ± 6,3 Mpc (∼293 millions d'al). NGC 7407 a été découverte par l'astronome français Édouard Stephan en 1873.

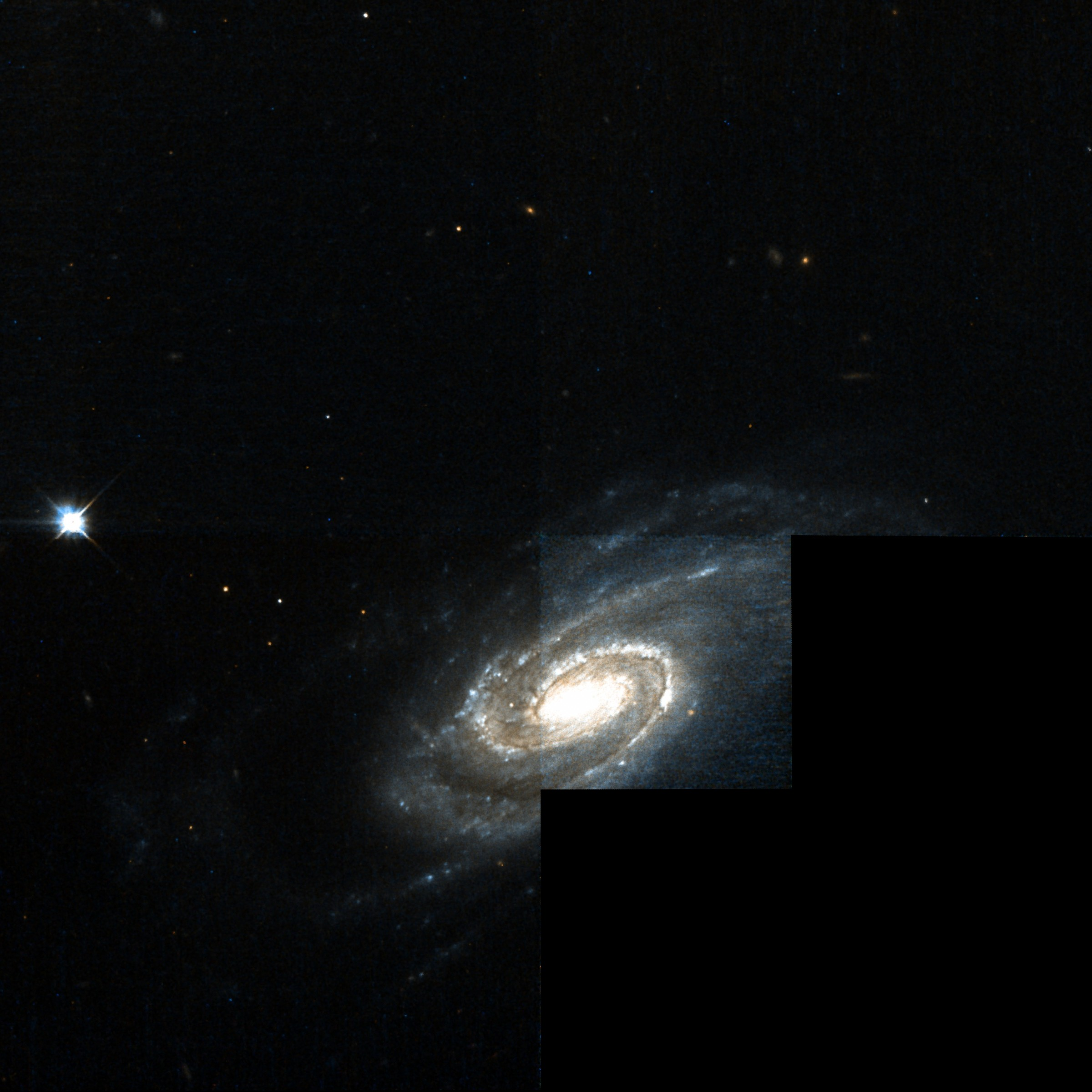
NGC 7407 par le télescope spatial Hubble.

La classe de luminosité de NGC 7407 est II-III et elle présente une large raie HI.
À ce jour, onze mesures non basées sur le décalage vers le rouge (redshift) donnent une distance de 90,545 ± 9,966 Mpc (∼295 millions d'al), ce qui est à l'intérieur des valeurs de la distance de Hubble.

## Supernova
La supernova SN 2003gq a été découverte dans NGC 7407 le 24 juillet 2003 par les astronomes amateurs américains Tim Puckett et Alex Langoussis. D'une magnitude apparente de 17,6 au moment de sa découverte, elle était de type Ia-p.